# Île Jacques Cousteau
Île Jacques Cousteau est le nom officiel (prononciation en espagnol /ʝak 'kusto/) d’une île mexicaine anciennement et communément nommée île Cerralvo (prononciation en espagnol /se'ralbo/), située dans le golfe de Californie. Cette île a officiellement reçu ce nom le 17 novembre 2009 en hommage à l’océanographe français Jacques-Yves Cousteau. Elle est inhabitée.

## Géographie
L’île est située à l’entrée du golfe de Californie, au large des côtes de la Basse-Californie du Sud, à 8,9 km au nord-nord-est de la punta Arena de la Ventana et à 42 km à l’est-nord-est de La Paz. Elle est séparée du continent par le canal de Cerralvo large de 10 km en moyenne. L’île fait 29 km de longueur et 7,2 km de largeur maximale pour 68 km de côtes soit 136,5 km2 de superficie soit la neuvième plus grande île du Mexique. Elle est constituée d’une chaîne de montagne centrale et unique culminant à 755 m qui est constituée principalement de roches métamorphiques complexes.

## Histoire
La première mention de l’île est faite par l’explorateur Fortín Jiménez en 1533 qui la nomme Isla de Santiago. Mais c’est Francisco de Ortega, récolteur de perles, qui la baptise du nom de Cerralvo en 1632 en l’honneur de son mécène le marquis de Cerralvo, vice-roi de Nouvelle-Espagne. À cette époque l’île a encore de l’eau et est habitée par les indiens Pericúes qui vivent de la pêche, puis par les Yaquis. Vers 1850, l’île développe une petite industrie de pêche, les buceo. En 1874, le bâtiment SS Montana s’y échoue sur des hauts-fonds.
En 2005, l’île a été classée avec 244 autres au Patrimoine mondial par l’UNESCO comme Îles et aires protégées du Golfe de Californie.
En raison de sa biodiversité et de ses eaux très claires propices aux prises de vue sous-marines, l’île Cerralvo et la mer de Cortés furent visitées à plusieurs reprises par l’équipe Cousteau à bord de La Calypso et de L’Alcyone et c’est pour cette raison que le président mexicain Felipe Calderón décida en 2009 de renommer l’île Cerralvo en île Jacques Cousteau. Toutefois, quels que soient les mérites de Jacques-Yves Cousteau, des chercheurs, des universitaires et des environnementalistes de Basse-Californie du Sud contestent le caractère « unilatéral » de cette décision prise sans aucune concertation. Pour l’historien et anthropologue Fermín Reygadas Dahl, il s’agit d’une aberration et d’un manque de respect pour l’histoire et les habitants de l’État qui n’ont pas été consultés. Plusieurs sénateurs mexicains ainsi que Miguel León-Portilla, ancien représentant du Mexique auprès de l’UNESCO, s’opposent au changement de nom et ont demandé l’annulation du décret.

## Faune et flore
L’île est considérée comme une importante réserve d’espèces de poissons de l’océan Pacifique qui a attiré de nombreuses missions scientifiques et conditionné l’ouverture le 22 juin 2009 de l’Observatorio Jacques Cousteau de los Mares y Costas en México à La Paz voisine. Le canal de Cerralvo est un lieu de passage des baleines lors de leur migration dans la mer de Cortès.
Par ailleurs, il existe quelques espèces endémiques à l’île :
- L’iguane Ctenosaura hemilopha insulana
- Les lézards Sceloporus grandaevus et Cnemidophorus ceralbensis[9]
- Les serpents Rhinocheilus etheridgei[10][source insuffisante] et Chilomeniscus savagei.